# Danses Macabres, Squelettes et Autres Fantaisies
Danses Macabres, Squelettes et Autres Fantaisies é um documentário franco-luso-suíço de 2019 realizado por Rita Azevedo Gomes, com Jean-Louis Schefer e Pierre Léon. O filme retrata o encontro destes três autores em Portugal para uma expedição pela teoria de cinema e imagem de Schefer, abordando momentos da história da representação alegórica ocidental.
A longa-metragem fez parte da programação do 30º Festival International du Documentaire de Marseille, onde estreou a 12 de julho de 2019 e recebeu uma Menção Especial no Grande Prémio da Competição Nacional. Sem ter beneficiado de uma distribuição comercial, em Portugal, Danses Macabres, Squelettes et Autres Fantaisies estreou a 21 de outubro de 2019 no Grande Auditório da Culturgest, no âmbito do 17º Doclisboa.

## Sinopse
Jean-Louis Schefer é filósofo e passou a sua vida a pensar sobre o que é uma imagem. Pierre Léon é ator e cineasta, nascido na Rússia, mora em França. Rita Azevedo Gomes é uma das cineastas mais destacadas da tradição portuguesa. Os três são pessoas curiosas, unidas pela amizade, gosto de conversar e interesse por cinema. Encontram-se numa casa no norte de Portugal onde passam alguns dias de férias.
A conversa entre Schefer, Léon e Gomes flui livremente, envolvendo os restantes membros da equipa do filme. Em passeios por locais históricos e bucólicos, os intervenientes exploram o pensamento de Schefer, ouvindo o seu julgamento de certas pinturas como As Tentações de Santo Antão de Hieronymus Bosch, excertos de Virginia Woolf, gravuras pré-históricas do Vale do Coa ou hipóteses teóricas, como a de que a representação pictórica da Dança Macabra encena a morte da Idade Média e a invenção da Europa moderna em meados do século XV.

## Produção
Danses Macabres, Squelettes et Autres Fantaisies é uma longa-metragem de 2019, com a produção de Barberrousse Films (França), Basilisco Filmes (Portugal), em co-produção com Garidi Fillms (Suíça). A obra contou com a participação financeira de Procirep e de Angoa. O filme foi rodado em Portugal, e usa o Rio Douro e Vila Nova de Foz Côa como a sua paisagem predominante.

## Intervenientes
- Jean-Louis Schefer;
- Rita Azevedo Gomes;
- Pierre Léon;
- Acácio de Almeida;
- Renaud Legrand;
- Joana Fernandes;
- Cristina Sousa Vaz.

## Equipa técnica
- Realização: Rita Azevedo Gomes, Jean-Louis Schefer e Pierre Léon.[14]
- Argumento: Pierre Léon.
- Fotografia: Acácio de Almeida.[15]
- Música: Kurt Weill, Wolfgang Amadeus Mozart, Hugues Cuénod e Guillaume de Machaut.
- Edição: Pierre Léon.[16]
- Som: Olivier Blanc.
- Montagem de som: François Méreu.
- Misturas: Benjamin Laurent.
- Direção de produção: Rodrigo Candeias.
- Produção: Consuelo Frauenfelder, François Martin Saint Léon e Rita Azevedo Gomes.[17]

## Temática

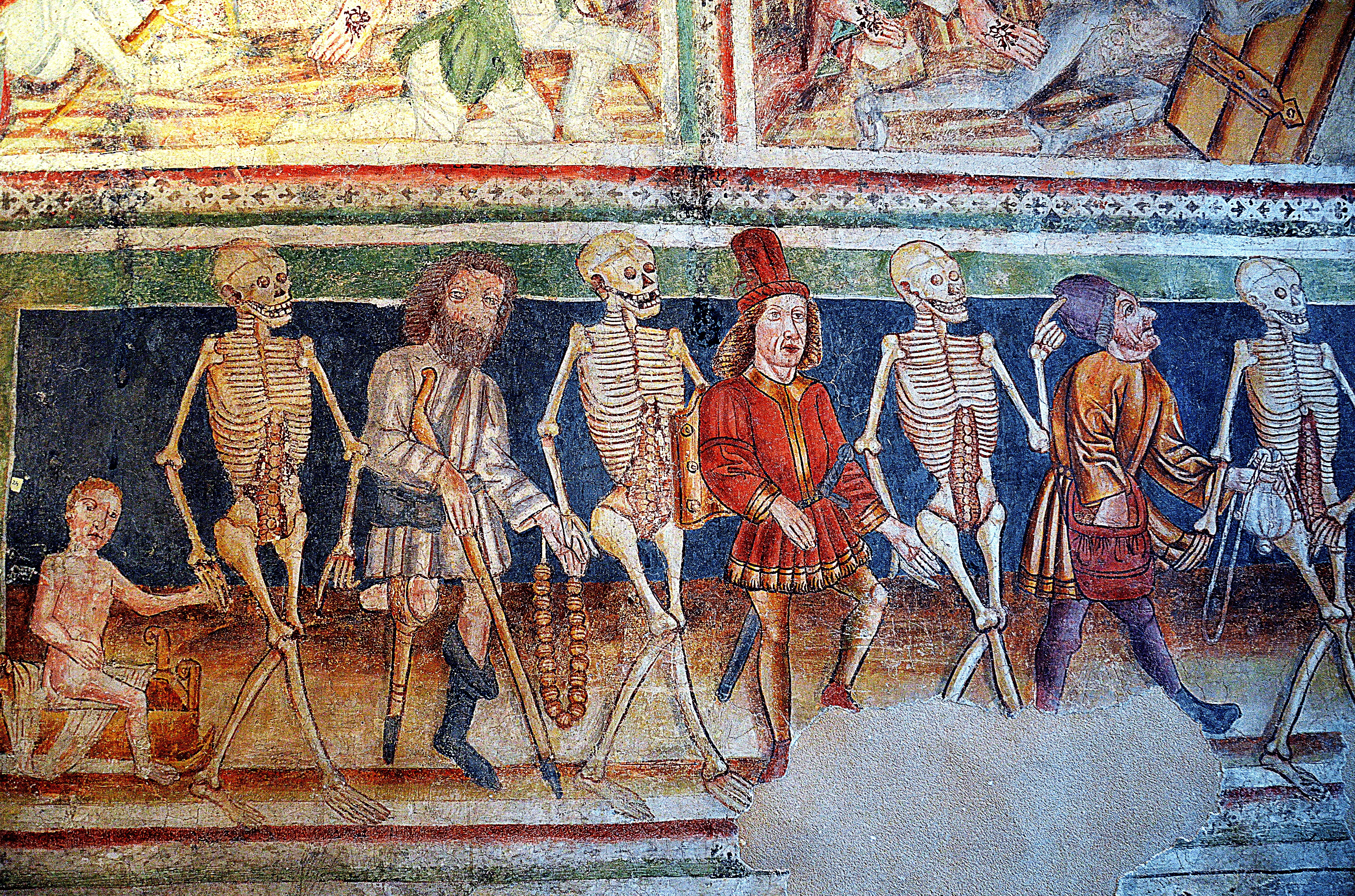
Pormenor do fresco Dança Macabra de Janez iz Kastva na Igreja da Santíssima Trindade (Hrastovlje,Eslovénia).

O documentário explora a perspetiva de Jean-Louis Schefer, transposta no seu livro de 2016 Squelettes et Autres Fantaisies, acerca das Danças Macabras, um género artístico que surgiu no final da Idade Média como uma representação alegórica da morte. De modo geral, estas imagens apresentam uma personificação da Peste Negra e dos seus efeitos. A morte é desenhada a encaminhar à sepultura indivíduos de todos os estratos sociais ou fases da vida. Este fenómeno artístico sobreviveu desde então em várias formas e meios, podendo ser encontrado na literatura, pintura, escultura, gravura, música. e cinema. São os exemplos da pintura e cinema que prevalecem no documentário. 
Uma figura sempre nesta alegoria é a do esqueleto. Jean-Louis Schefer considera-a uma figura totalmente anónima e livre, razão pela qual dança, com a responsabilidade de escrever a história. Jean-Louis Schefer utiliza o contexto histórico desta expressão artística para abordar a evolução e natureza da imagem como um conceito abstrato, a intenção do ser humano ao criá-la e a sua conexão espiritual com ela.

### Continuidade artística
As três longa-metragens de não-ficção de Rita Azevedo Gomes são dedicadas a conversas. A 15ª Pedra (2007) acompanha uma conversa filmada entre Manoel de Oliveira e João Bénard da Costa, enquanto falam sobre arte desde os tempos egípcios até o filme que se seguiria na carreira de Oliveira. Em Correspondências (2016), transforma-se em conversa filmada as cartas e poemas trocados entre Sophia de Mello Breyner Andresen e Jorge de Sena. Também Danses Macabres, Squelettes et Autres Fantaisies é composto por uma longa conversa, explorando a partir das pinturas medievais de Dança Macabra questões da história da arte. O diálogo flui naturalmente, de modo a que as divagações sucedam outras divagações de discurso, perdendo-se o ponto de partida.
Em todos estes filmes, a câmara é mantida acima de tudo num tripé, movendo-se apenas para ocasionais planos mais fechados sobre os rostos dos intervenientes, para que o movimento não distraia e permita aos espetadores concentrarem-se nos tons e palavras. Rita Azevedo Gomes participa nestas conversas como intermediadora. Por exemplo, é a sua voz que dá início ao diálogo de A 15ª Pedra ou o seu corpo que ajusta elementos no enquadramento de Danses Macabres, Squelettes et Autres Fantaisies, sempre com a preocupação potenciar as palavras.
O filme de 2019 diferencia-se dos anteriores pela predominância de sequências em cenários naturais. Há também uma correspondência visual perante a palavra de Schefer, apresentando-se planos de gravuras e textos mediavais, mas também citações cinematográficas de obras do irmãos Auguste e Louis Lumière, Carl Theodor Dreyer, Jean Renoir e Kenji Mizoguchi. Ainda que se aproxime de um estilo de filme-ensaio, Danses Macabres, Squelettes et Autres Fantaisies distancia-se completamente de uma rigidez historicista.

## Distribuição
Danses Macabres, Squelettes et Autres Fantaisies foi selecionado para a programação do 30º Festival International du Documentaire de Marseille, em França, onde se estreou a 12 de julho de 2019. O filme não integrou um circuito comercial, mas despoletou o interesse de vários programadores de festivais, dos quais se destacam:
- Black Canvas Festival de Cine Contemporáneo (México, 8 de outubro de 2019);
- 17º Festival Internacional de Cinema Documental de Lisboa (Portugal, 21 de outubro de 2019);[9]
- Seville European Film Festival (Espanha, novembro de 2019);[24]
- Festival Internacional de Cinema de Mar del Plata (Argentina, 2019);
- Secção Beautiful docs do Bilbao International Festival of Documentary and Short Films (Espanha, 2019);
- 33º Cineuropa Film Festival St Jacques de Compostelle (Bélgica, 2019);[25]
- Belo Horizonte International Film Festival (Brasil, 2019);
- Spirit Of Fire International Festival Of Cinematographic Debuts (Rússia, 9 de março de 2020);[26]
- The New Holland Island International Debut Film Festival (Rússia, 12 de março de 2020);[27]
- Jeonju International Film Festival (Coreia do Sul, 2020);[28]
- Frontera Sur, International Non-Fiction Film Festival (Chile, 2 de setembro de 2020).[29]

A longa-metragem integrou também várias exibições de arte em 2020, de entre as quais em Numax Corunha (a 12 de outubro) e Museo Universidad de Navarra (a 30 de outubro) em Espanha e a propósito do Journées Internationales du Film sur l'Art no Museu do Louvre, em França.

## Receção crítica
O documentário foi geralmente bem recebido pela crítica especializada, tendo recebido uma Menção Especial no Grande Prémio da Competição Nacional do 30º Festival International du Documentaire de Marseille aquando a sua estreia. Christopher Small (Film Comment) considerou Danses Macabres, Squelettes et Autres Fantaisies a melhor estreia desse festival, uma vez que a obra "não funciona como uma investigação sobre questões pré-determinadas; o espaço em torno das palavras parece incubar o próprio pensamento e guia-nos por esse terreno. Isso é raro no documentário contemporâneo, onde o impulso muitas vezes é editorializar".
Em Portugal, Maggie Silva escreve para Magazine HD uma crítica positiva na qual comenta as temáticas do filme e o apelida de interessante e estimulador do sentido crítico. Na Argentina, Roger Koza (La Voz del Interior) elogia os autores pelo engenho com que filmaram o pensamento filosófico: "a grande beleza do filme está nas pausas e silêncios que estimulam o pensamento e na corrente afetiva que circula entre os personagens. Se os filósofos eram para Platão os amigos da sabedoria, a fraternidade que se nota na conversa e na escuta atenta constitui a condição pela qual a sabedoria é aqui apreensível e agradável; assim se conjura a frieza da erudição, assim se democratiza o desejo de saber".
 

A crítica espanhola também escreveu textos elogiosos sobre o documentário. Manu Yáñez (Otros Cines Europa) destaca o uso da montagem: "Num momento brilhante do filme, Schefer reflete sobre o caráter “fluido” das pictóricas Danças Macabras, com os seus fundos descontextualizados e a sua relutância ao moralismo, ao que Léon (o editor) responde inserindo algumas imagens de O Discreto Charme da Burguesia de Buñuel". Escrevendo para Cinema Maldito, Ramón Rey apresenta uma perspetiva mais moderada, considerando Danses Macabres, Squelettes et Autres Fantaisies "uma master class sobre a natureza da imagem e a sua influência na nossa perceção do mundo que transcende o cinematográfico, embora revele as suas próprias fragilidades no processo", nomeadamente ao revelar o seu potencial desperdiçado quando o texto é combinado pouco frequentemente com planos de pinturas, arte rupestre ou excertos de filmes, dando-se prioridade à palavra num filme sobre a imagem.